# Campionato nordamericano femminile di pallavolo 2021
Il campionato nordamericano femminile di pallavolo 2021 si è svolto dal 26 al 31 agosto 2021: al torneo hanno partecipato sette squadre nazionali nordamericane e la vittoria finale è andata per la terza volta, la seconda consecutiva, alla Rep. Dominicana.

## Impianti
|                                                                |  |  |
|                                                                |  |  |
| Arena Astros Città: Guadalajara Capienza: ? Anno d'apertura: ? |  |  |

## Regolamento

### Formula
Le squadre hanno disputato una prima fase a gironi con formula del girone all'italiana; al termine della prima fase:
- Le prime tre classificate di ogni girone hanno acceduto alla fase finale per il primo posto, strutturata in quarti di finale (a cui hanno partecipato le seconde e le terze classificate di ogni girone), semifinali, finale per il terzo posto e finale.
- Le ultime eliminate ai quarti di finale hanno invece acceduto alla finale per il quinto posto.

### Criteri di classifica
Se il risultato finale è stato di 3-0 sono stati assegnati 5 punti alla squadra vincente e 0 a quella sconfitta, se il risultato finale è stato di 3-1 sono stati assegnati 4 punti alla squadra vincente e 1 a quella sconfitta, se il risultato finale è stato di 3-2 sono stati assegnati 3 punti alla squadra vincente e 2 a quella sconfitta.
L'ordine del posizionamento in classifica è stato definito in base a:
- Numero di partite vinte;
- Punti;
- Rapporto dei set vinti/persi;
- Rapporto dei punti realizzati/subiti;
- Risultati degli scontri diretti.

## Squadre partecipanti
| Squadra           | Qualificazione        | Ultima partecipazione |
| ----------------- | --------------------- | --------------------- |
| Canada            | Ranking nordamericano | Porto Rico 2019       |
| Costa Rica        | Ranking nordamericano | Porto Rico 2019       |
| Messico           | Paese organizzatore   | Porto Rico 2019       |
| Porto Rico        | Ranking nordamericano | Porto Rico 2019       |
| Rep. Dominicana   | Ranking nordamericano | Porto Rico 2019       |
| Stati Uniti       | Ranking nordamericano | Porto Rico 2019       |
| Trinidad e Tobago | Ranking nordamericano | Porto Rico 2019       |

## Torneo

### Fase a gironi
| Girone A    | Girone B          |
| ----------- | ----------------- |
| Canada      | Costa Rica        |
| Porto Rico  | Messico           |
| Stati Uniti | Rep. Dominicana   |
|             | Trinidad e Tobago |

#### Girone A

##### Risultati
| 26 agosto 2021 Arena Astros, Guadalajara Durata: 2h:30 - Spettatori: 250   | Stati Uniti | 2 - 3 | Porto Rico | 25-21, 26-28, 19-25, 25-21, 9-15 |
| 27 agosto 2021 Arena Astros, Guadalajara Durata: 2h:10 - Spettatori: 400   | Stati Uniti | 3 - 2 | Canada     | 25-17, 15-25, 19-25, 25-15, 15-8 |
| 28 agosto 2021 Arena Astros, Guadalajara Durata: 1h:55 - Spettatori: 1 300 | Porto Rico  | 1 - 3 | Canada     | 17-25, 22-25, 26-24, 14-25       |

##### Classifica
| Pos. | Squadra     | Pt | G | V | P | SV | SP | Ratio | PF  | PS  | Ratio |
| ---- | ----------- | -- | - | - | - | -- | -- | ----- | --- | --- | ----- |
| 1    | Canada      | 6  | 2 | 1 | 1 | 5  | 4  | 1,250 | 189 | 178 | 1,061 |
| 2    | Stati Uniti | 5  | 2 | 1 | 1 | 5  | 5  | 1,000 | 203 | 200 | 1,015 |
| 3    | Porto Rico  | 4  | 2 | 1 | 1 | 4  | 5  | 0,800 | 189 | 203 | 0,931 |

#### Girone B

##### Risultati
| 26 agosto 2021 Arena Astros, Guadalajara Durata: 1h:19 - Spettatori: 350   | Rep. Dominicana   | 3 - 0 | Costa Rica        | 25-11, 25-21, 25-15        |
| 26 agosto 2021 Arena Astros, Guadalajara Durata: 1h:14 - Spettatori: 1 000 | Messico           | 3 - 0 | Trinidad e Tobago | 25-13, 25-9, 25-10         |
| 27 agosto 2021 Arena Astros, Guadalajara Durata: 1h:08 - Spettatori: 150   | Rep. Dominicana   | 3 - 0 | Trinidad e Tobago | 25-5, 25-17, 25-12         |
| 27 agosto 2021 Arena Astros, Guadalajara Durata: 1h:19 - Spettatori: 650   | Messico           | 3 - 0 | Costa Rica        | 25-14, 25-12, 25-21        |
| 28 agosto 2021 Arena Astros, Guadalajara Durata: 1h:11 - Spettatori: 300   | Trinidad e Tobago | 0 - 3 | Costa Rica        | 13-25, 4-25, 10-25         |
| 28 agosto 2021 Arena Astros, Guadalajara Durata: 2h:23 - Spettatori: 1 300 | Messico           | 1 - 3 | Rep. Dominicana   | 30-28, 19-25, 13-25, 29-31 |

##### Classifica
| Pos. | Squadra           | Pt | G | V | P | SV | SP | Ratio | PF  | PS  | Ratio |
| ---- | ----------------- | -- | - | - | - | -- | -- | ----- | --- | --- | ----- |
| 1    | Rep. Dominicana   | 14 | 3 | 3 | 0 | 9  | 1  | 9,000 | 259 | 172 | 1,505 |
| 2    | Messico           | 11 | 3 | 2 | 1 | 7  | 3  | 2,333 | 241 | 188 | 1,281 |
| 3    | Costa Rica        | 5  | 3 | 1 | 2 | 3  | 6  | 0,500 | 169 | 177 | 0,954 |
| 4    | Trinidad e Tobago | 0  | 3 | 0 | 3 | 0  | 9  | 0,000 | 93  | 225 | 0,413 |

### Finali 1º e 3º posto
|  | Quarti | Quarti      | Quarti |  |  | Semifinali | Semifinali      | Semifinali |  |                 | Finale          | Finale          | Finale |
|  |        |             |        |  |  |            |                 |            |  |                 |                 |                 |        |
|  |        |             |        |  |  | 1A         | Canada          | 1          |  |                 |                 |                 |        |
|  |        |             |        |  |  | 1A         | Canada          | 1          |  |                 |                 |                 |        |
|  |        |             |        |  |  | 3A         | Porto Rico      | 3          |  |                 |                 |                 |        |
|  | 2B     | Messico     | 1      |  |  | 3A         | Porto Rico      | 3          |  |                 |                 |                 |        |
|  | 2B     | Messico     | 1      |  |  |            |                 |            |  |                 |                 |                 |        |
|  | 3A     | Porto Rico  | 3      |  |  |            |                 |            |  |                 |                 |                 |        |
|  | 3A     | Porto Rico  | 3      |  |  |            |                 |            |  | 3A              | Porto Rico      | 2               |        |
|  |        |             |        |  |  |            |                 |            |  | 3A              | Porto Rico      | 2               |        |
|  |        |             |        |  |  |            |                 |            |  |                 | 1B              | Rep. Dominicana | 3      |
|  |        |             |        |  |  |            |                 |            |  |                 | 1B              | Rep. Dominicana | 3      |
|  |        |             |        |  |  |            |                 |            |  |                 |                 |                 |        |
|  |        |             |        |  |  |            |                 |            |  |                 |                 |                 |        |
|  |        |             |        |  |  | 1B         | Rep. Dominicana | 3          |  | Finale 3° posto | Finale 3° posto | Finale 3° posto |        |
|  |        |             |        |  |  | 1B         | Rep. Dominicana | 3          |  |                 |                 |                 |        |
|  |        |             |        |  |  | 2A         | Stati Uniti     | 0          |  |                 | 1A              | Canada          | 3      |
|  | 2A     | Stati Uniti | 3      |  |  |            | Stati Uniti     | 0          |  |                 | 1A              | Canada          | 3      |
|  | 2A     | Stati Uniti | 3      |  |  |            |                 |            |  | 2A              | Stati Uniti     | 2               |        |
|  | 3B     | Costa Rica  | 0      |  |  |            |                 |            |  |                 | Stati Uniti     | 2               |        |
|  | 3B     | Costa Rica  | 0      |  |  |            |                 |            |  |                 |                 |                 |        |

#### Quarti di finale
| 29 agosto 2021 Arena Astros, Guadalajara Durata: 1h:10 - Spettatori: 800 | Stati Uniti | 3 - 0 | Costa Rica | 25-11, 25-17, 25-10        |
| 29 agosto 2021 Arena Astros, Guadalajara Durata: 2h:09 - Spettatori: 450 | Messico     | 1 - 3 | Porto Rico | 22-25, 19-25, 27-25, 23-25 |

#### Finale 5º posto
| 30 agosto 2021 Arena Astros, Guadalajara Durata: 1h:19 - Spettatori: 200 | Costa Rica | 0 - 3 | Messico | 15-25, 10-25, 15-25 |

#### Semifinali
| 30 agosto 2021 Arena Astros, Guadalajara Durata: 1h:54 - Spettatori: 350 | Canada          | 1 - 3 | Porto Rico  | 18-25, 25-19, 23-25, 20-25 |
| 30 agosto 2021 Arena Astros, Guadalajara Durata: 1h:31 - Spettatori: 400 | Rep. Dominicana | 3 - 0 | Stati Uniti | 25-16, 25-18, 25-20        |

#### Finale 3º posto
| 31 agosto 2021 Arena Astros, Guadalajara Durata: 2h:12 - Spettatori: 1 100 | Canada | 3 - 2 | Stati Uniti | 25-17, 17-25, 25-22, 23-25, 15-8 |

#### Finale
| 31 agosto 2021 Arena Astros, Guadalajara Durata: 2h:19 - Spettatori: 1 550 | Porto Rico | 2 - 3 | Rep. Dominicana | 22-25, 25-15, 17-25, 25-21, 12-15 |

## Classifica finale
| Pos     | Squadra           | Rosa |
| ------- | ----------------- | --- |
| Oro     | Rep. Dominicana   | Formazione: 2 Rodríguez, 7 Marte, 9 Hinojosa, 10 N. Martínez, 11 Ge. González, 12 Pérez, 13 Guillén, 14 Rivera, 16 Peña, 18 de la Cruz, 21 J. Martínez, 23 Ga. González, 24 Peralta, 25 L. Martínez, CT: Kwiek |
| Argento | Porto Rico        | Formazione: 2 Venegas, 7 Enright, 8 Rojas, 9 Nogueras, 10 Reyes, 11 Abercrombie, 12 N. Ortiz, 13 Alicea, 14 Valentín, 15 Collazo, 16 I. Ortiz, 21 Victoriá, CT: Morales                                        |
| Bronzo  | Canada            | Formazione: 1 Bujan, 3 Van Ryk, 4 Savard, 5 Murmann, 6 White, 7 Van Buskirk, 8 Ogoms, 11 Mitrovic, 12 Cross, 13 O'Reilly, 14 Howe, 16 Livingston, 18 Robitaille, 24 Calkins, CT: Winzer                        |
| 4.      | Stati Uniti       | Formazione: 1 Bajema, 2 Clark, 3 Gates, 4 Crocker, 5 Gray, 6 M. White, 7 Evans, 9 Kramer, 10 K. White, 12 Stalzer, 14 Bastianelli, 15 Jones, 16 Cuttino, 18 Frantti, CT: Trinsey                               |
| 5.      | Messico           | Formazione: 1 Sanay, 2 Bricio, 3 Castro, 4 Rodríguez, 5 Rangel, 6 Sainz, 7 Martínez, 10 Álvarez, 11 Urías, 12 Landeros, 13 Siller, 15 Valle, 16 Muñoz, 25 Flores, CT: Petry                                    |
| 6.      | Costa Rica        | Formazione: 2 Mata, 3 A. Rodríguez, 4 J. Rodríguez, 5 Espinoza, 6 Thompson, 7 Campos, 8 Castro, 10 Cortes, 11 M. Rodríguez, 12 Hernández, 14 Rojas, 19 Sayles, CT: Acuña                                       |
| 7.      | Trinidad e Tobago | Formazione: 8 Ramdin, 10 Wallace, 14 Crawford, 15 Cottoy, 16 Esdelle, 17 Noray, 19 Joseph, 20 Donald, 23 Noel, 24 Small, 25 Dickson, CT: Clifford                                                              |

|  |  | Qualificate al campionato mondiale 2022 |

## Premi individuali
| Premio                 | Nome                | Squadra         |
| ---------------------- | ------------------- | --------------- |
| MVP                    | Gaila González      | Rep. Dominicana |
| Miglior realizzatrice  | Gaila González      | Rep. Dominicana |
| Miglior servizio       | Jocelyn Urías       | Messico         |
| Miglior difesa         | María José Castro   | Costa Rica      |
| Miglior ricevitrice    | Shara Venegas       | Porto Rico      |
| Miglior palleggiatrice | Natalia Valentín    | Porto Rico      |
| Miglior opposto        | Gaila González      | Rep. Dominicana |
| Miglior schiacciatrice | Prisilla Rivera     | Rep. Dominicana |
| Miglior schiacciatrice | Bethania de la Cruz | Rep. Dominicana |
| Miglior centrale       | Rachael Kramer      | Stati Uniti     |
| Miglior centrale       | Jennifer Cross      | Canada          |
| Miglior libero         | Shara Venegas       | Porto Rico      |